# Linnaemya nigribarba
Linnaemya nigribarba är en tvåvingeart som beskrevs av Louis-Paul Mesnil 1977. Linnaemya nigribarba ingår i släktet Linnaemya och familjen parasitflugor.
Artens utbredningsområde är Madagaskar. Inga underarter finns listade i Catalogue of Life.